# Agrotis delorata
Agrotis delorata är en fjärilsart som beskrevs av Smith 1908. Agrotis delorata ingår i släktet Agrotis och familjen nattflyn. Inga underarter finns listade i Catalogue of Life.